# Plinthocoelium suaveolens plicatum
Plinthocoelium suaveolens plicatum es una subespecie de escarabajo longicornio del género Plinthocoelium, tribu Callichromatini, orden Coleoptera. Fue descrita científicamente por LeConte en 1853.
El período de vuelo ocurre durante los meses de mayo, junio, julio y agosto.

## Descripción
Mide 28-38 milímetros de longitud.

## Distribución
Se distribuye por México y Estados Unidos.